# Filiz Akın
Filiz Akın (n. 2 ianuarie 1943, Ankara, Turcia – d. 21 martie 2025, Istanbul, Turcia) a fost o actriță, model, scriitoare și prezentatoare de televiziune turcă.

## Biografie
Filiz Akın s-a născut pe 2 ianuarie 1943 la Ankara. Mama ei, Habibe Leman Şaşırmaz, a fost croitoreasă din Ankara, iar tatăl ei, Bekir Sami Akın, a fost judecător din Afyonkarahisar. Mama ei era de origine albaneză din partea paternă, în timp ce tatăl ei era de origine circasiană din partea maternă. Are o soră, Günseli, din a doua căsătorie a mamei sale. Tatăl bunicii sale, Halime Hanım, a fost funcționar al lui Atatürk, iar tatăl ei vitreg a fost asistentul executiv al lui Atatürk și îi cerea ajutorul lui Halime Hanım pentru a îmbrăca ținuta lui Atatürk la ocaziile de stat. Filiz Akın a locuit în Beypazarı, unde tatăl ei lucra, până la vârsta de 3 ani. La vârsta de 5 ani, a început să meargă la școala primară. Ea și-a terminat studiile primare la Școala Elementară Sarar din Kızılay, Ankara. Părinții ei au divorțat când ea avea 7 ani.
Filiz Akın și-a continuat studiile la TED Ankara College Foundation Schools prin internat și bursă. A primit diverse premii la școală cu picturile și compozițiile sale. A promovat cu succes toate cursurile și a fost aleasă ca elevă ideală de către profesorii ei. Cel mai cunoscut talent ascuns al ei la școală a fost imitarea foarte bună. În iunie 1960, a absolvit facultatea. După terminarea studiilor, a început să lucreze la filiala din Ankara a companiei American Export-Isbrandtsen Lines. După ce a lucrat la companie timp de doi ani, a devenit șefa filialei maritime. A învățat engleză, franceză și un pic de italiană. Între timp, a urmat cursurile Universității din Ankara, Facultatea de Limbă, Istorie și Geografie pentru un semestru și a studiat arheologia.

## Carieră
Ea a semnat acordul și, după ce a filmat primul ei film, Akasyalar Açarken, alături de Göksel Arsoy, în 1962, producătorii i-au pregătit un program pentru întregul an.
În 1971, pentru rolul său din Ankara Ekspresi, a câștigat premiul pentru cea mai bună actriță la cea de-a 8-a ediție a Festivalului Internațional de Film din Antalya. Din mai 1962 până în septembrie 1972, ea a jucat în peste 105 filme. După ce a apărut în 116 filme, Akın și-a încheiat cariera cinematografică în 1975. Împreună cu actorii Türkan Şoray, Hülya Koçyiğit și Fatma Girik, ea a marcat cinematografia turcă și a fost considerată una dintre cele mai influente patru actrițe ale timpului său.
Din 2004 până în 2007, a lucrat ca editorialistă pentru Sabah. În 2006, strada unde a locuit până la vârsta de 3 ani a fost numită Filiz Akın Sokak de către consiliul municipal din Beypazarı. În 2008, ea a prezentat programul Filiz Akın'la Sohbetler la Kanal 1. În 2009, ea a prezentat Filiz Akın'la Hafta Sonu Sohbetleri pe Habertürk TV.
În noiembrie 2013, ea și-a întâlnit fanii pentru cea de-a treia carte a sa, Lezzete Merhaba la cea de-a 32-a ediție a Târgului de Carte Tüyap Istanbul. Filiz Akın a fost membră a Consiliului de Administrație al Universității TED.

## Viață personală
În 1965, s-a născut fiul ei İlker din prima căsătorie cu Türker İnanoğlu. În această perioadă, familia a locuit la Şişli. În 1974, cuplul a divorțat după 10 ani de căsătorie.
În septembrie 1979, ea a fost înjunghiată în picior de un atacator în timp ce intra în Hotelul Efes din Izmir. Atacatorul, care a fost capturat imediat, a declarat procurorului că era îndrăgostit de Filiz Akın, dar după ce aceasta i-a refuzat avansurile, a decis să o înjunghie. Ulterior, el și-a schimbat mărturisirea și a spus că a fost rugat de șeful mafiot Mehmet Nabi İnciler să comită acest act. Filiz Akın a supraviețuit atacului cu o rană ușoară și în aceeași seară a apărut pe scenă.
În 1982, s-a căsătorit cu Bubi Rubinstein. Au divorțat în 1993 după 11 ani de căsătorie. În mai 1994, s-a căsătorit la Ankara cu șeful Organizației Naționale de Informații, Sönmez Köksal. După căsătorie, cuplul s-a stabilit în Ankara. Soțul ei, Sönmez Köksal, a fost numit ambasador în Franța în februarie 1998 și timp de patru ani au locuit la ambasada Turciei din Paris. Pentru a promova Turcia și cultura sa la Paris, ea a organizat o expoziție de produse turco-otomane în La Fayette, și Parcul Lale și Expoziția pictorilor turci în Bagatelle. Aceste acțiuni au făcut din Filiz Akın un ambasador cultural, care prin eforturile sale i-a influențat pe francezi prin cultura turcă.
În 2002, a aflat că are un fel de cancer al căilor respiratorii și al cavității bucale (nazofaringe). A primit tratament la MD Anderson Cancer Center din cadrul Universității din Texas, iar cancerul a fost vindecat. În 2005, în beneficiul Turkey Breast Foundation și pentru a sprijini „brățările galbene împotriva cancerului”, ea a lansat o campanie, iar peste 1 milion de brățări au fost vândute.

## Decesul
Akın a murit la un spital din Istanbul, pe 21 martie 2025, la vârsta de 82 de ani. A fost înmormântată la cimitirul Așiyan Asri.

## Premii
- 1971 - Festivalul Internațional de Film din Antalya, Cea mai bună actriță, Ankara Ekspresi
- 1972 - Școala de Jurnaliști, Cea mai bună artistă feminină în cinematografie
- 1974 - Asociația Jurnaliștilor Turci, Artista anului
- 2000 - Festivalul Internațional de Film Antalya, ediția a 37-a, Premiul de Onoare pentru întreaga carieră
- 2001 - Fundația pentru Cultură și Artă Golden Orange, Premiul de Onoare pentru întreaga carieră
- 2004 - Asociația actorilor de cinema contemporan, Premiul de interpretare 2004
- 2005 - Asociația Jurnaliștilor de Revistă, a 12-a ediție a Premiilor Obiectiv de Aur, Premiul de Onoare[37]
- 2012 - Datça Golden Almond Cinema and Culture Festival, Premiul de onoare[38]
- 2015 - 15th Frankfurt Turkish Film Festival, Premiul de onoare[39]
- 2015 - 1st Çanakkale Short Film Festival, Premiul de onoare[40]

## Cărți
- Güzelliklere Merhaba, Altın Kitaplar Yayınevi, (1992)[41]
- Hayata Merhaba, Epsilon, (2005)[42]
- Filiz Akın ile Güzellik, Zayıflama ve Genç Kalma Üzerine (2006)[43]
- Lezzete Merhaba (2013)[44]

## Filmografie
| An   | Film                                     | Rol                | Note      |
| ---- | ---------------------------------------- | ------------------ | --------- |
| 1962 | Akasyalar Açarken                        | Filiz              |           |
| 1962 | Şehvet Uçurumu                           | Filiz              |           |
| 1962 | Battı Balık                              |                    |           |
| 1962 | Sahte Nikah                              |                    |           |
| 1962 | Aşk Merdiveni                            |                    |           |
| 1963 | Bekarlık Sultanlıktır                    | Nurşen             |           |
| 1963 | Beyoğlu Piliçleri                        | Oya                |           |
| 1963 | Kızlar Büyüdü                            |                    |           |
| 1963 | Ölüm Bizi Ayıramaz                       |                    |           |
| 1963 | Beyaz Güvercin                           |                    |           |
| 1963 | Ölüme Çeyrek Var                         |                    |           |
| 1963 | Bana Annemi Anlat                        |                    |           |
| 1963 | İki Gemi Yanyana                         |                    |           |
| 1963 | Zoraki Milyoner                          |                    |           |
| 1963 | Arka Sokaklar                            | Elif               |           |
| 1963 | Genç Kızların Sevgilisi                  |                    |           |
| 1964 | Yankesici Kız                            | Mehtap / Hacer     |           |
| 1964 | Gurbet Kuşları                           | Ayla               |           |
| 1964 | Şoför Nebahat ve Kızı                    | Hülya              |           |
| 1964 | Kadın Berberi                            | Lale               |           |
| 1964 | Meyhaneci                                | Can Düşmanı Sema   |           |
| 1964 | Uçurumdaki Kadın                         |                    |           |
| 1964 | Kardeş Kanı                              |                    |           |
| 1964 | On Güzel Bacak                           | Matmazel Nadya     |           |
| 1964 | İstanbul Sokaklarında                    |                    |           |
| 1964 | Cüppeli Gelin                            |                    |           |
| 1964 | Filinta Kadri                            |                    |           |
| 1964 | Prangasız Mahkumlar                      |                    |           |
| 1964 | Paylaşılmayan Sevgili                    |                    |           |
| 1964 | Korkunç Şüphe                            |                    |           |
| 1964 | Asfalt Rıza                              |                    |           |
| 1964 | Tığ Gibi Delikanlı                       |                    |           |
| 1965 | Yankesicinin Aşkı (Yankesici Kızın Aşkı) | Hacer              |           |
| 1965 | Tamirci Parçası                          | Oya                |           |
| 1965 | Babasına Bak Oğlunu Al                   | Filiz              |           |
| 1965 | Fakir Gencin Romanı                      | Filiz              |           |
| 1965 | Ölüme Kadar                              |                    |           |
| 1965 | Mirasyedi                                | Filiz              |           |
| 1965 | Oğlum Oğlum                              | Asuman             |           |
| 1965 | Sevinç Gözyaşları                        |                    |           |
| 1965 | Şakayla Karışık                          |                    |           |
| 1966 | Çıtkırıldım                              | Filiz              |           |
| 1966 | Affedilmeyen                             | Nevin Seden        |           |
| 1966 | Kolejli Kızın Aşkı                       | Filiz              |           |
| 1966 | Vur Emri                                 | Gül                |           |
| 1966 | Kaderin Cilvesi                          | Papatya            |           |
| 1966 | Efkarlıyım Abiler                        | Fatoş / Meral      |           |
| 1966 | Bar Kızı                                 | Deniz              |           |
| 1966 | Erkek Severse                            |                    |           |
| 1966 | Affet Sevgilim                           |                    |           |
| 1966 | Acı Tesadüf                              |                    |           |
| 1966 | Günahkar Kadın                           |                    |           |
| 1967 | Silahlı Paşazade                         | Nilüfer            |           |
| 1967 | Ayrılık Saati                            | Deniz              |           |
| 1967 | Sözde Kızlar                             | Mebrure            |           |
| 1967 | Bekar Odası                              | İffet              |           |
| 1967 | Affet Beni                               |                    |           |
| 1967 | Paşa Kızı                                | Nilgün             |           |
| 1967 | Hindistan Cevizi                         |                    |           |
| 1967 | Cici Gelin                               |                    |           |
| 1967 | Yıkılan Yuva                             |                    |           |
| 1967 | Serseriler Kralı                         |                    |           |
| 1967 | Sefiller                                 |                    |           |
| 1968 | Arkadaşımın Aşkısın                      | Kan Kardeşim Selma |           |
| 1968 | Kader                                    | Elif               |           |
| 1968 | Hırsız Kız                               | Mehtap / Yıldız    |           |
| 1968 | Sabah Yıldızı                            | Nevin              |           |
| 1968 | Efkarlı Sosyetede                        | Selma              |           |
| 1968 | Aşka Tövbe                               | Şehbal             |           |
| 1968 | Yuvana Dön Baba                          |                    |           |
| 1968 | Gül ve Şeker                             | Filiz              |           |
| 1968 | Ömrümün Tek Gecesi                       |                    |           |
| 1968 | Benim de Kalbim Var                      | Selma              |           |
| 1968 | İstanbul Tatili                          | Nilgün             |           |
| 1968 | Aşkım Günahımdır                         | Selma Sav          |           |
| 1969 | Son Mektup                               | Selma              |           |
| 1969 | Cilveli Kız                              | Kiraz              |           |
| 1969 | Karlı Dağdaki Ateş                       | Binnur             |           |
| 1969 | Lekeli Melek                             |                    |           |
| 1969 | Yaralı Kalp                              |                    |           |
| 1969 | Hüzünlü Aşk                              | Sevgi              |           |
| 1969 | Dağlar Kızı Reyhan                       | Reyhan             |           |
| 1969 | Yumurcak                                 | Selma              |           |
| 1970 | Yuvasız Kuşlar                           | Nermin             |           |
| 1970 | Yumurcak Köprüaltı Çocuğu                | Selma              |           |
| 1970 | Fadime                                   | Fadime aka Fadik   |           |
| 1970 | Ankara Ekspresi                          | Hilda              |           |
| 1970 | Yarım Kalan Saadet                       | Fatoş              |           |
| 1970 | İşportacı Kız                            | Gül / Jale         |           |
| 1970 | Aşktan da Üstün                          | Selma              |           |
| 1970 | Güzel Şoför                              | Fatma              |           |
| 1970 | Beyaz Güller                             |                    |           |
| 1971 | Küçük Sevgilim                           | Lale               |           |
| 1971 | Umutsuzlar                               | Çiğdem             |           |
| 1971 | Emine                                    |                    |           |
| 1971 | Ömrümce Unutamadım                       |                    |           |
| 1971 | Oyun Bitti                               | Zeynep             |           |
| 1971 | Fadime Cambazhane Gülü                   | Fadime             |           |
| 1971 | Seni Sevmek Kaderim                      | Lale               |           |
| 1971 | Yumurcağın Tatlı Rüyaları                | Selma              |           |
| 1971 | İki Esir                                 | Zeynep             |           |
| 1971 | Saadet Şehri / Mah-pishooni              |                    |           |
| 1972 | Utanç                                    | Bahar              |           |
| 1972 | Ayrılık                                  |                    |           |
| 1972 | Yumurcak Küçük Șahit                     |                    |           |
| 1972 | Tatlı Dillim                             | Emine              |           |
| 1973 | Kareteci Kiz                             | Zeynep             |           |
| 1973 | Soyguncular                              | Selma / Belma      |           |
| 1973 | Acı Hayat                                |                    |           |
| 1973 | Zambaklar Açarken                        | Perran             |           |
| 1973 | Ağlıyorum                                |                    |           |
| 1974 | Yumurcak / Veda                          | Selma              |           |
| 1974 | Almanyalı Yarim                          | Maria aka Meral    |           |
| 1974 | Memleketim                               | Leyla              |           |
| 1975 | Tatlı Cadının Maceraları                 | Selma              |           |
| 1975 | Babaların Babası                         | Nermin             |           |
| 1975 | Yumurcak Belalı Tatil                    | Zeynep             |           |
| 1989 | Geçmiş Bahar Mimozaları                  | Hümeyra            | serial TV |
| 2011 | Gün Akșam Oldu                           |                    | serial TV |